# ۸۳ شیر
۸۳ شیر یک ستاره است که در صورت فلکی شیر قرار دارد.